# Baredine (Buzet)
Baredine je naselje u Republici Hrvatskoj, u sastavu Grada Buzeta, Istarska županija. 

## Poznate osobe
- Lino Brozić, hrvatski pjesnik

## Stanovništvo
Prema popisu stanovništva iz 2001. godine, naselje je imalo 34 stanovnika te 10 obiteljskih kućanstava.
Prema popisu stanovništva iz 2011. godine, naselje je imalo 43 stanovnika.
| broj stanovnika |       |       | 68    | 68    | 67    | 53    |       |       | 89    | 72    | 51    | 34    | 32    | 34    | 34    | 43    | 35    |
|                 | 1857. | 1869. | 1880. | 1890. | 1900. | 1910. | 1921. | 1931. | 1948. | 1953. | 1961. | 1971. | 1981. | 1991. | 2001. | 2011. | 2021. |